# Мельцапіно
Мельца́піно (рос. Мельцапино, ерз. Мельцапино) — село у складі Лямбірського району Мордовії, Росія. Входить до складу Болотниковського сільського поселення.

## Населення
Населення — 31 особа (2010; 52 у 2002).
Національний склад (станом на 2002 рік):
- татари — 86 %